# Dharangaon
Dharangaon é uma cidade  no distrito de Jalgaon, no estado indiano de Maharashtra.

## Geografia
Dharangaon está localizada a 21° 01′ N, 75° 16′ L. Tem uma altitude média de 213 metros (698 pés).

## Demografia
Segundo o censo de 2001, Dharangaon tinha uma população de 33,618 habitantes. Os indivíduos do sexo masculino constituem 51% da população e os do sexo feminino 49%. Dharangaon tem uma taxa de literacia de 66%, superior à média nacional de 59.5%: a literacia no sexo masculino é de 74% e no sexo feminino é de 57%. Em Dharangaon, 13% da população está abaixo dos 6 anos de idade.